# Памятник студенту Володе Ульянову (Казань)
Памятник студенту Володе Ульянову — один из двух самых известных памятников Владимиру Ленину в Казани, является объектом культурного наследия федерального значения. Его официальное название: Памятник Володе Ульянову — студенту (Ленину). Авторами памятника являются лауреат Сталинской (1950) и Ленинской (1984) премий скульптор Владимир Цигаль и архитектор Виктор Калинин. 

## Территориальное расположение
Памятник студенту Володе Ульянову находится в Вахитовском районе Казани, на улице Кремлёвской, напротив главного здания Казанского университета, где недолгое время, с сентября по декабрь 1887 года, учился будущий вождь Великой Октябрьской социалистической революции. Он расположен в центре небольшой полукруглой площади, неофициально именуемой Сковородка. В советский период этот памятник считался одним из символов Казанского университета. 

## Описание
Общая высота памятника студенту Володе Ульянову составляет 8 м: высота скульптуры — 3,3 м; высота пьедестала — 4,7 м. Скульптура выполнена из бронзы и отлита на Ленинградском металлическом заводе «Монументскульптура». Цилиндрический пьедестал облицован серым полированным гранитом, на который нанесена надпись в две строки: «Владимир Ульянов» и «1887». 

Памятник стал композиционным центром небольшой площадки между старой клиникой университета и его главным корпусом. Полукруглая площадка замыкается гранитными скамьями, у постамента устроен цветник. Памятник органично вписан в архитектурный ансамбль университета. Ульянов изображён в полный рост в свободной позе. В правой опущенной руке он держит книгу, левой слегка придерживает накинутую на плечо студенческую куртку. Бронзовая фигура решена в пластическом мотиве преодоления встречного ветра. Развевающаяся куртка, крупные ритмически организованные складки одежды оттеняют в образе юноши-студента состояние решительности и твёрдости духа.— Гарзавина А. В.

## История

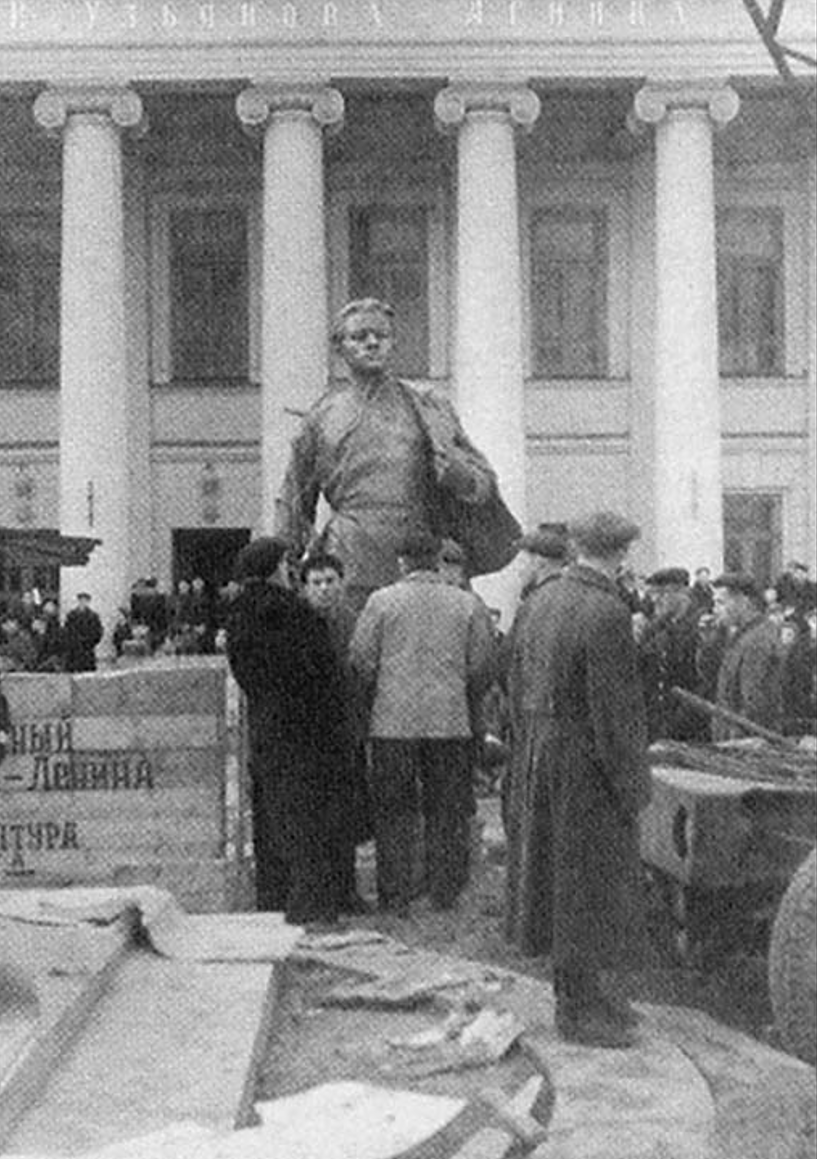
Установка памятника студенту Володе Ульянову, 1954 год

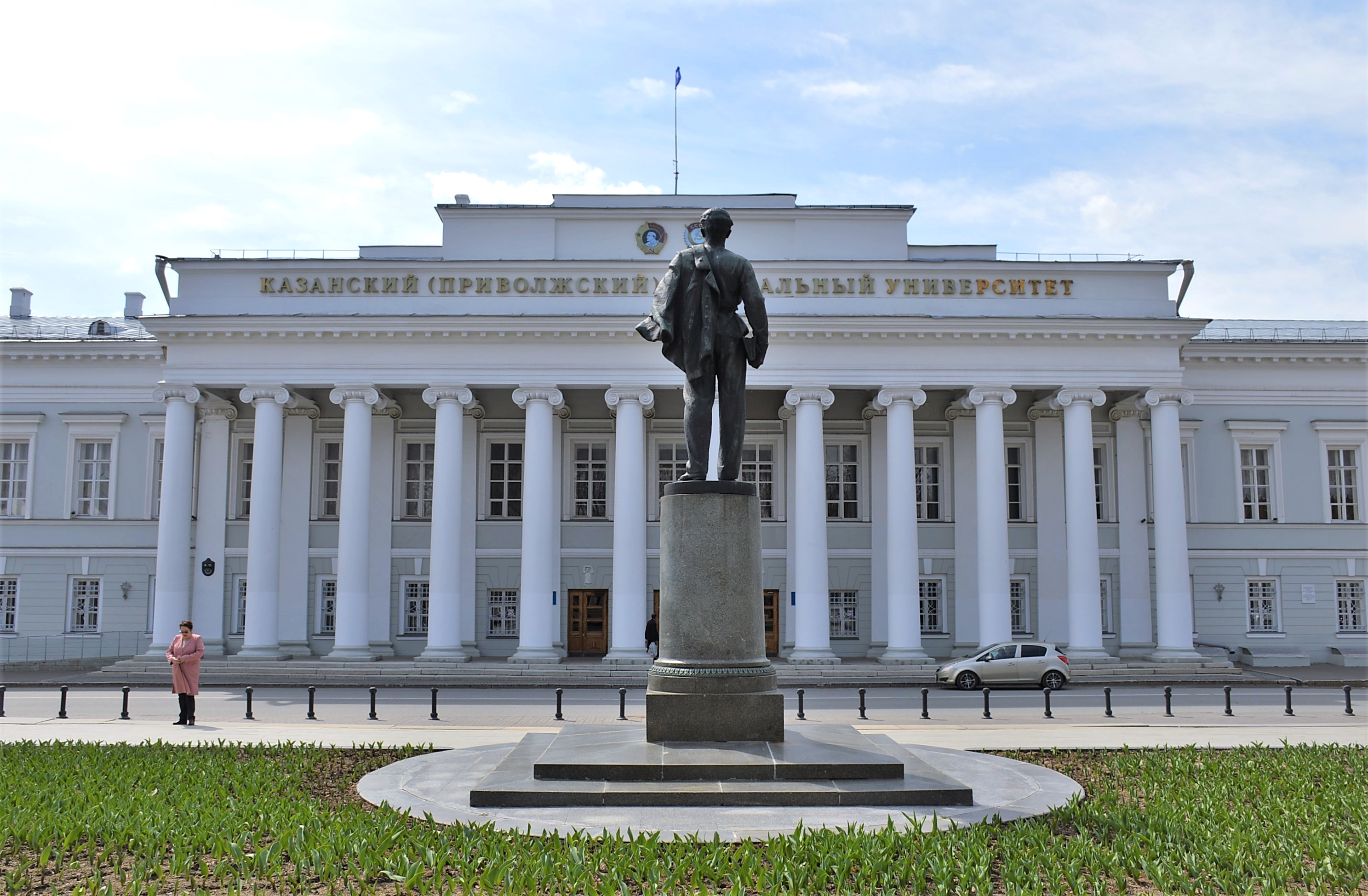
Памятник студенту Володе Ульянову: вид с тыла

Идея установить в Казани памятник Володе Ульянову — студенту Казанского университета была высказана Надеждой Крупской в 1920-е годы. 
Вновь эта идея возникла в первой половине 1950-х годов, когда началась подготовка к празднованию 150-летия Казанского университета (1954). В 1953 году молодой казанский скульптор И. А. Новосёлов, не имеющий специального образования, выполнил проект памятника, который в октябре того же года получил одобрение Учёного совета университета. Однако при обсуждении в Москве он был отвергнут как достаточно слабый с точки зрения профессионального уровня, после чего было принято решение провести конкурс.    
Предложение провести конкурс на создание в Казани памятника студенту Володе Ульянову было инициировано Управлением по делам искусств при Совете Министров СССР в ноябре 1953 года. К конкурсу привлекли бригаду скульпторов в составе Веры Мухиной, Василия Агибалова, Василия Федченко (с участием архитектора И. Ф. Минько), московского скульптора Владимира  Цигаля (в паре с архитектором В. В. Калининым), а также казанского скульптора И. А. Новосёлова (в паре с архитектором П. Т. Сперанским). Позже на конкурс также представили совместный проект известный казанский скульптор Садри Ахун и московский скульптор Лев Писаревский.
Проект И. А. Новосёлова отвергли сразу, признав его «творческой неудачей автора». В отношении остальных проектов не только высказывались претензии, но и отмечались их достоинства. По итогам голосования в следующий этап конкурса вышли проекты бригады В. И. Мухиной и В. Е. Цигаля. 9 марта 1954 года на Учёном совете Казанского университета состоялось окончательное обсуждение двух указанных проектов, по итогам которого победу одержал проект В. Е. Цигаля.   
Бронзовая скульптура студента Володи Ульянова работы В. Е. Цигаля была отлита на Ленинградском металлическом заводе «Монументскульптура», а 21 ноября 1954 года памятник был открыт. 
В советский период памятник студенту Володе Ульянову стал одним из символов Казанского университета. Его изображение было растиражировано в путеводителях, открытках, значках и т. п. И даже в постсоветское время он продолжил восприниматься как неотъемлемая часть истории университета и один из главных символов университетского пространства — в отличие от стоявшей внутри главного здания университета мраморной статуи В. И. Ленина работы Николая Томского (1970), нашедшей окончательный приют в саду казанского Дома-музея Ленина. 
Впрочем, несмотря на свою культурно-историческую ценность и символическую значимость, памятник студенту Володе Ульянову не избежал вандализма — 29 апреля 2009 года неизвестные лица облили его чёрной краской. Но с тех пор каких-то иных подобных проявлений зафиксировано не было.

## Аналогичная скульптура

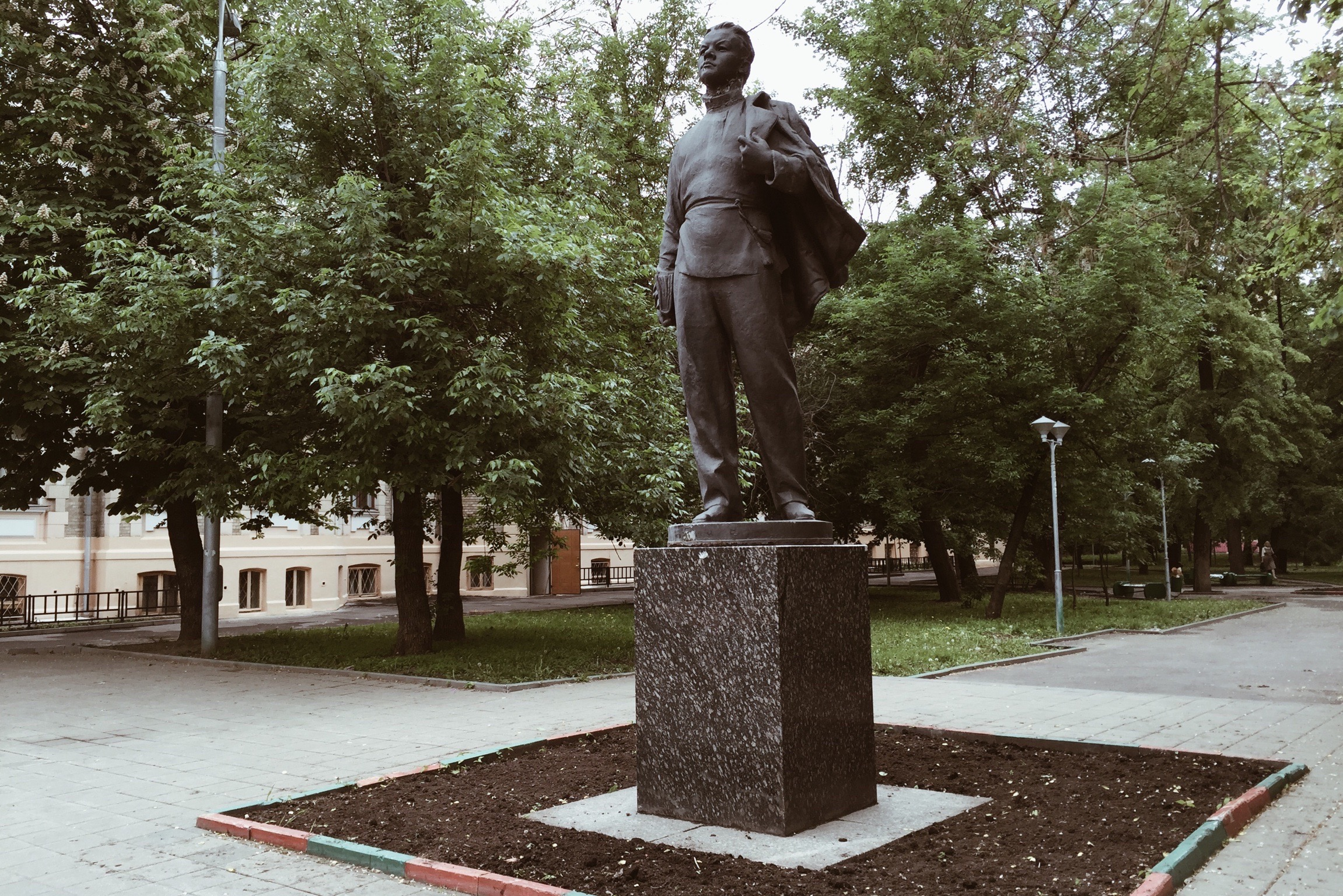
Памятник «Ленин-гимназист» в Москве — уменьшенная копия казанского памятника студенту Володе Ульянову

Уменьшенная копия памятника студенту Володе Ульянову работы В. Е. Цигаля установлена в 1970 году в Москве, в переулке Огородная Слобода, около Дома чаепромышленников Высоцких. Но в отличие от казанского памятника-оригинала, московская копия официально называется: Памятник «Ленин-гимназист».